# Purperkroongors
De purperkroongors (Rhodospingus cruentus) is een zangvogel uit de familie Thraupidae (tangaren).

## Verspreiding en leefgebied
Deze soort komt voor in westelijk Ecuador en uiterst noordwestelijk Peru.